# جيف هاتش
جيف هاتش (بالإنجليزية: Jeff Hatch)‏ هو لاعب كرة قدم أمريكية أمريكي، ولد في 28 سبتمبر 1979 في أنابولس في الولايات المتحدة.

## وصلات خارجية
- جيف هاتش على موقع مرجع كرة القدم المحترفة.كوم (الإنجليزية)